# Ałtaj Semej
Ałtaj Semej (kaz. «Алтай» Семей футбол клубы) – kazachski klub piłkarski z siedzibą w mieście Semej, na wschodzie kraju.

## Historia
Chronologia nazw:
- 2016: Ałtaj Semej (kaz. «Алтай»» Семей)
- 2017: klub rozwiązano

Piłkarski klub Ałtaj został założony w miejscowości Semej 6 stycznia 2016 roku w wyniku fuzji klubów Spartak Semej i Wostok Öskemen. Zespół w 2016 debiutował w rozgrywkach Birinszi liga. Zajął drugie miejsce i zdobył awans do Premier ligi. W 2017 roku klub nie otrzymał licencji na rozgrywki ligowe i został rozwiązany

## Sukcesy

### Trofea międzynarodowe
Nie uczestniczył w rozgrywkach azjatyckich (stan na 31-12-2016).

### Trofea krajowe
| \| \| Zdobyte trofea w rozgrywkach Kazachstanu (stan na: 31-12-2016) \| |                                                                |      |          |
| Rozgrywki                                                               | Osiągnięcie                                                    | Razy | Sezon(y) |
| Mistrzostwo                                                             | I miejsce                                                      | 0    |          |
| Mistrzostwo                                                             | II miejsce                                                     | 0    |          |
| Mistrzostwo                                                             | III miejsce                                                    | 0    |          |
| Mistrzostwo                                                             | ?. miejsce                                                     | 1    | 2017     |
| Puchar                                                                  | zdobywca                                                       | 0    |          |
| Puchar                                                                  | finalista                                                      | 0    |          |
| Puchar                                                                  | 1/16 finału                                                    | 1    | 2016     |
| II liga                                                                 | I miejsce                                                      | 0    |          |
| II liga                                                                 | II miejsce                                                     | 1    | 2016     |
| II liga                                                                 | III miejsce                                                    | 0    |          |
| Kazachstan                                                              | Zdobyte trofea w rozgrywkach Kazachstanu (stan na: 31-12-2016) |      |          |

## Stadion
Klub rozgrywał swoje mecze domowe na stadionie Spartak w Semeju, który może pomieścić 8000 widzów.

## Trenerzy
- 05.01.2016–25.04.2016:  Igor Wostrikow
- 26.04.2016–16.10.2016:  Siergiej Timofiejew
- 16.10.2016–...:  Boris Głuszkow